# مساعد أحمد العصيمي
مساعد العصيمي مستشار إعلامي وكاتب صحفي سعودي في صحيفة الرياض ولد في مدينة الرياض 28 نوفمبر عام 1961م، ينتمي لقبيلة بني تميم. حاصل على درجة البكالوريوس في الآداب والتربية من جامعة الملك سعود عام 1982م، تلقى عددا من الدورات التعليمية والتثقيفية في الإدارة والاستثمار، ويعد أحد المهتمين بالمجال الاستثماري الرياضي من خلال أطروحاته.

## تاريخة الوظيفي
- عمل في قطاع التعليم خلال الفترة (1982-1995)، في البدء كمعلم ثم كمشرف تربوي في قطاع التعليم التابع لوزارة الدفاع والطيران (وزارة الدفاع حاليا)، ومن ثم كمدير للنشاط الرياضي في القطاع نفسه.
- يعمل حالياً مديراً للتحرير في صحيفة الشرق الأوسط اللندنية.
- ارتجل عن منصبه من صحيفة الشرق الأوسط بعد 25 عام.

## تاريخه الإعلامي
- بدأ العمل الصحافي عام (1989)، كمحرر متعاون في صحيفة الشرق الأوسط.
- ترأس القسم الرياضي في صحيفة الشرق الأوسط خلال الفترة (1995-2004).
- مدير تحرير متفرغ لمجلة المجلة منذ العام 2004 وحتى مايو 2009.
- كاتب زاوية رياضية واجتماعية في صحيفة الشرق الأوسط منذ عام 1990 وحتى الآن.
- كاتب زاوية «اجتماعية اقتصادية» في صحيفة الاقتصادية منذ العام 1992 وحتى 2009.
- كاتب زاوية رياضية في مجلة اليمامة منذ العام 1994 وحتى 1996.
- كاتب زاوية في صحيفة الرياضية منذ العام 1998 وحتى عام 2004.
- عمل متعاوناً مع قناة أوربت الرياضية كمحلل للأحداث الرياضية.
- مقدم برنامج 60 دقيقة في القناة السعودية الأولى منذ العام 2006 وحتى الآن (تغير اسمه إلى الوقت الإضافي)، وهو برنامج معني بلقاء كبار الشخصيات المنتمية للقطاعين الرياضي والشبابي.
- شارك في ندوات تثقيفية ورياضية عدة داخل السعودية وخارجها، كذلك في دورات تربوية ورياضية كثر، كمحاضر رئيسي وكمشارك.

## أبرز الأعمال
- حاصل على جائزة الصحافة العربية من نادي دبي للصحافة عن فئة أفضل تحقيق صحفي للعام 2005.
- اختير ضمن لجنة تطوير الرياضة السعودية التي شكلت عام 2002 برئاسة أمير منطقة مكة المكرمة الأمير عبد المجيد بن عبد العزيز آل سعود.
- عضو في أول اتحاد سعودي للإعلام الرياضي 2005.
- كان من ضمن الوفد المشارك في خليجي 3 بالكويت 1974م.